# Distrito electoral federal 21 del estado de México
El XXI Distrito Electoral Federal del Estado de México es uno de los 300 distritos electorales en los que se encuentra dividido el territorio de México para la elección de diputados federales y uno de los 40 en los que se divide el Estado de México. Su cabecera distrital es la localidad de Amecameca de Juárez.
El Distrito XXI se encuentra en el sureste del Estado de México. Desde 2022 el distrito electoral está conformado por los municipios de Amecameca, Atlautla, Ayapango, Cocotitlán, Ecatzingo, Juchitepec, Ozumba, Temamatla, Tenango del Aire, Tepetlixpa, Tlamanalco y la región oriental del Municipio de Ixtapaluca. Lo conforman 177 secciones electorales.

## Distritaciones anteriores

### Distritación 1996 - 2005
Entre 1996 a 2005 el distrito electoral se encontraba en la región occidental del Valle de México, lo conformaban las regiones noreste, norte y occidental del municipio de Naucalpan de Juárez. Lo integraban localidades como Industrial Naucalpan, Naucalpan de Juárez, San Juan Totoltepec y San Francisco Chimalpa. Su cabecera distrital era Naucalpan de Juárez.

### Distritación 2005 - 2017
Entre 2005 y 2017 en territorio del distrito electoral federal fue integrado por localidades como San Mateo Nopala, Colinas de San Mateo, la región al occidente del Periférico Boulevard Manuel Ávila Camacho de Ciudad Satélite y San Lorenzo Totolinga. Su cabecera distrital era Naucalpan de Juárez.

### Distritación 2017 - 2022
Tras la distritación electoral nacional de 2014-2017 llevada a cabo por el Instituto Nacional Electoral el distrito electoral federal fue movido de región y ahora se ubicaría en la región sureste del Estado de México. El Distrito XXI fue conformado por 10 municipios: Amecameca, Atlautla, Ayapango, Ecatzingo, Juchitepec, Ozumba, Tenango del Aire, Tepetlixpa, Tlamanalco y la región oriental del Municipio de Ixtapaluca. Su cabecera distrital era Amecameca de Juárez.

## Diputados por el distrito
| Legislatura | Periodo                                       | Diputado                            | Grupo parlamentario                  |
| ----------- | --------------------------------------------- | ----------------------------------- | ------------------------------------ |
| LI          | 1 de septiembre de 1979-31 de agosto de 1982  | Alfredo Navarrete Romero            | Partido Revolucionario Institucional |
| LII         | 1 de septiembre de 1982-31 de agosto de 1985  | Hugo Díaz Thomé                     | Partido Revolucionario Institucional |
| LIII        | 1 de septiembre de 1985-31 de agosto de 1988  | Pedro Zamora Ortiz                  | Partido Revolucionario Institucional |
| LIV         | 1 de septiembre de 1988-31 de octubre de 1991 | Cecilio Barrera Reyes               | Partido Revolucionario Institucional |
| LV          | 1 de noviembre de 1991-31 de octubre de 1994  | Javier Barrios González             | Partido Revolucionario Institucional |
| LVI         | 1 de noviembre de 1994-31 de agosto de 1997   | Leonel Domínguez Rivera             | Partido Revolucionario Institucional |
| LVII        | 1 de septiembre de 1997-1 de marzo de 2000    | Héctor Flavio Valdéz García         | Partido Acción Nacional              |
| LVII        | 1 de marzo de 2000-14 de junio de 2000        | Vacante                             | Partido Acción Nacional              |
| LVII        | 14 de junio de 2000-31 de agosto de 2000      | Héctor Flavio Valdéz García         | Partido Acción Nacional              |
| LVIII       | 1 de septiembre de 2000-5 de enero de 2003    | Moisés Alcalde Virgen               | Partido Acción Nacional              |
| LVIII       | 5 de enero de 2003-15 de marzo de 2003        | Vacante                             | Partido Acción Nacional              |
| LVIII       | 15 de marzo de 2003-31 de agosto de 2003      | Moisés Alcalde Virgen               | Partido Acción Nacional              |
| LIX         | 1 de septiembre de 2003-18 de agosto de 2006  | Manuel Gómez Morín Martínez del Río | Partido Acción Nacional              |
| LIX         | 18 de agosto de 2006-31 de agosto de 2006     | Vacante                             | Partido Acción Nacional              |
| LX          | 1 de septiembre de 2006-1 de abril de 2009    | Edgar Olvera Higuera                | Partido Acción Nacional              |
| LX          | 1 de abril de 2009-13 de julio de 2009        | María Eugenia Patiño Sánchez        | Partido Acción Nacional              |
| LX          | 13 de julio de 2009-31 de agosto de 2009      | Edgar Olvera Higuera                | Partido Acción Nacional              |
| LXI         | 1 de septiembre de 2009-31 de agosto de 2012  | Rodrigo Reina Liceaga               | Partido Revolucionario Institucional |
| LXII        | 1 de septiembre de 2012-31 de agosto de 2015  | Cristina Ruiz Sandoval              | Partido Revolucionario Institucional |
| LXIII       | 1 de septiembre de 2015-31 de enero de 2018   | Luis Gilberto Marrón Agustín        | Partido Acción Nacional              |
| LXIII       | 1 de febrero de 2018-2 de julio de 2018       | Jaime Mauricio Rojas Silva          | Partido Acción Nacional              |
| LXIII       | 2 de julio de 2018-31 de agosto de 2018       | Luis Gilberto Marrón Agustín        | Partido Acción Nacional              |
| LXIV        | 1 de septiembre de 2018-31 de agosto de 2021  | Graciela Sánchez Ortiz              | Movimiento Regeneración Nacional     |
| LXV         | 1 de septiembre de 2021-31 de agosto de 2024  | Graciela Sánchez Ortiz              | Movimiento Regeneración Nacional     |
| LXVI        | 1 de septiembre de 2024-                      | Iván Millán Contreras               | Movimiento Regeneración Nacional     |

## Resultados Electorales

### Elecciones de 2024
|  | 60.78 % |

|  | 21.13 % |

|  | 14.61 % |

|  | 0.05 % |

|  | 3.43 % |

|  | 100.0 % |

|  | 65.92 % |

### Elecciones de 2021
|  | 35.30 % |

|  | 26.24 % |

|  | 8.14 % |

|  | 6.78 % |

|  | 5.17 % |

|  | 4.26 % |

|  | 4.01 % |

|  | 3.31 % |

|  | 2.38 % |

|  | 1.21 % |

|  | 0.06 % |

|  | 3.14 % |

|  | 100.00 % |

|  | 59.86 % |

### Elecciones de 2018
|  | 52.08 % |

|  | 29.23 % |

|  | 15.27 % |

|  | 0.04 % |

|  | 3.38 % |

|  | 100.00 % |

|  | 69.39 % |